# 瀨川音符
瀨川音符（日语：／ Segawa Onpu），是日本動畫《小魔女DoReMi》中的架空角色之一，也是系列作中的主角之一，隸屬魔法堂（MAHO堂）的其中一名「小麻煩魔女」，日本配音員為宍戸留美，中文版國語配音員為王瑞芹，粵語配音員為陳凱婷。

## 個人設定
1991年（平成3年） 3月3日出生，剛好與日本女兒節同日，雙魚座，血型B型。
出生地北海道，三年級時轉入美空市立美空第一小學就讀，就讀班級為3年2班⇒4年2班⇒5年2班⇒6年2班，畢業之後升學至遠近中學就讀。
父親為駕駛臥鋪列車的列車駕駛瀨川剛，母親是藝名為櫻井克拉拉的前童星瀨川美保，同時也是音符的經紀人。
見習生服裝顏色為紫色，作為隨從的精靈為「樂樂」，波龍的音色為長笛音調，剛好對應音符擅長的樂器長笛，使用魔法的咒語為「噗嚕嚕噗嚕 發咪發咪發」。魔幻舞台咒語為「噗嚕嚕噗嚕 清新爽朗」。皇家使者咒語為｢噗嚕嚕 皇家使者｣。
與羽月是唯二騎乘飛天掃把時用側邊坐姿的魔女見習生。
知名的童星，夢想是成為世界有名的女演員。
高中畢業後前往紐約就讀演藝學院，並在畢業後前進百老匯發展，但因為競爭激烈的關係所以從小角色開始爭取。
書寫字體很小，不好閱讀。
用魔法變身過小花嬰兒時期對外宣稱的父親，以及小學時代對外宣稱的母親。
國三時因為母親腦梗塞而中風倒下，所以轉學回父親故鄉北海道稚內市的中學，並於當地升學高中，在藝能活動恢復後轉入有藝能課程的高中。
因為魔女露卡的教導，所以能閱讀簡單的魔法世界文字。
興趣為馬術。

## 成為魔女見習生
因為在沖繩參加演藝班時，在海邊目睹了正在休養放假的魔女露卡施展魔法，於是當場識破了魔女露卡身份並成為她的魔女見習生，也是系列作中最初第一位不隸屬魔女莉卡旗下的見習生，成為魔女的動機為「希望成為母親當初未當成的日本第一童星」。
罕見的天才魔女見習生，只應考了四次考試就跳級到第二級。
為了達成母親未完成的夢想而努力工作，但也因此經常不擇手段，靠著魔女露卡的護身符保護而濫用禁忌魔法。之後因為所有人的見習生身份被家人及全班看到，所以為了拯救大家而最後一次施展了禁咒，消除了同學和家人的記憶救下Doremi她們，但也因為魔法的反噬而要昏迷百年，最後因DoReMi等人為了回報她而以犧牲見習生身份為代價喚醒。
第二部開始成為隸屬魔女莉卡魔法堂旗下的見習生，但仍是魔女露卡旗下演藝公司的藝人。
最忠實的粉絲是老頭阿迪，在音符為照顧母親拋下工作人氣下跌的時候始終不離不棄，音符復出後把他的會員編號升級成1號。
最後與夥伴們決議不成為魔女，而本來升高中前婉拒了DoReMi等人成為魔女見習生的邀約，但最後仍為了尋找小花而再次成為了魔女見習生。
之後母親再次因中風導致腦溢血而離世，為了與母親做最後的獨處，而使用結界包圍住醫院不讓他人靠近，並拜託老頭阿迪幫忙施展另一個結界，但也因為違反了不能對自己使用魔法的承諾而喪失見習生身份。

## 人物

### 外表
眼睛和髮型皆為紫色，頭髮左邊綁了八分音符造型的馬尾，而頭上的馬尾如同Doremi的丸子髮髻隨著年齡增長越來越小。
平時穿著紫色連身裙並搭配同樣色調的打底褲，工作時所要穿著的服裝也相當多樣。
因為長相甜美所以相當受到同年齡的男同學歡迎，很多粉絲都是為了看她才去魔法堂購物。
雖然認為自己很矮小而無法從事部分工作，但就同年齡女孩子來說其實身高很正常。

### 個性
因為初期是設定為反派魔法少女的緣故，所以早期私下會帶有小惡魔般的陰險個性，時常為了取勝而常做出不擇手段的奧步，登場初期很多劇情是因為這點而起。
雖然小惡魔的個性隨著成長淡化許多，但仍有抓住對方把柄加以威脅的時候。。
身為藝人初期頗具偶像包袱，但在與DoReMi等人朝夕相處後越來越放得開，表情日趨多樣，甚至顏藝場面也越來越多。
相當強勢，在怎麼被人刁難也絕不退讓，也因為這點差點和小愛友情決裂。
因為父親工作的緣故而不常陪在身邊，所以會有想念父親的時候。更曾為了陪伴難得回家的父親而任性要求母親和魔女露卡把工作推掉。
個性相當的認真努力，敬業的個性並不隨著年紀改變，所以討厭輸掉的感覺，所以早期相當的以自我為中心，後期雖然有所改善但仍相當好勝，曾因為被小桃子批評菜刀用得不好還憤而回家練習刀工。
相當疼愛小花，若白天因工作無法來魔法堂幫忙時，半夜便會前來探視並照料小花，曾為了讓小花能吃下蔬菜，而以身作則的生吃自己最怕的青椒而昏厥，但也讓小花成功接受南瓜而恢復部分魔力。。
與泡泡因為個性類似的緣故，所以相當合得來。
意外的喜愛吃烤地瓜和跳森巴舞，因為在魔女世界可以不用怕被跟拍的緣故，所以曾拉著小花一起跟著跳，不敢正大光明吃烤地瓜是因為放屁很丟臉，還曾幻想過被狗仔拍到吃烤地瓜的畫面並加以報導，曾因為被小花說的夢話爆料在第三部時吃地瓜放屁而抓狂。
身為藝人相當有職業素養，聽到照相機的快門聲會本能的擺姿勢。

### 朋友關係
雖然初期與DoReMi等人對立，但經過一行人的相處後成為好友，也因為受了DoReMi的影響而逐漸改正任性的個性，也因為如此所以特別感謝DoReMi。
在横川信子和丸山美穗所做的作品飾演被綁架的偶像，畫風為少女漫畫的風格。
受到FLAT4中的阿徹喜歡，雖然音符對他相當沒轍，但面對阿徹高明的舞蹈也自嘆不如。
與同樣身為藝人的桐野香蓮(桐野かれん)是老朋友，後在香蓮幫助下轉進所屬的演藝事務所，減輕了母親的負擔。

### 其他
原先的名字是用在Doremi身上，連標題最初也是使用小麻煩魔女音符(おジャ魔女おんぷ)，但因為名稱早已被註冊所以作罷，之後才改成現在使用的名稱，並把「音符」的名字用在新角色的身上，其後更改為第一部後期的反派角色。
不擅長在無伴奏下唱歌。
關於頭上的八分音符馬尾造型，根據馬越嘉彦表示一切只是偶然設計出來的。
擁有自己的冠名廣播節目《音符的周六發咪發咪》和《音符的周日噗嚕嚕》，也曾利用老頭阿迪會固定收聽的這點來抓捕他。